# Bassetlaw (circonscription britannique)
Pour les articles homonymes, voir Bassetlaw.
Circonscription parlementaire de la Chambre des communes
La circonscription de Bassetlaw est une circonscription parlementaire britannique située dans le Nottinghamshire, et représentée à la Chambre des communes du Parlement britannique depuis 2019 par Brendan Clarke-Smith du Parti conservateur.

## Members of Parliament
| Élection | Élection | Membre                  | Membre                | Parti        |
| -------- | -------- | ----------------------- | --------------------- | ------------ |
|          | 1885     | William Beckett-Denison |                       | Conservateur |
|          | 1890     | Frederick Milner        |                       | Conservateur |
|          | 1906     | Frank Newnes            |                       | Libéral      |
|          | 1910     | Ellis Hume-Williams     |                       | Conservateur |
|          | 1929     | Malcolm MacDonald       |                       | Travailliste |
|          | 1931     | Malcolm MacDonald       | National Travailliste |              |
|          | 1935     | Frederick Bellenger     |                       | Travailliste |
|          | 1968     | Joe Ashton              |                       | Travailliste |
|          | 2001     | John Mann               |                       | Travailliste |
|          | 2019     | Brendan Clarke-Smith    |                       | Conservateur |

## Élections

Résultats élections pour Bassetlaw (1892 - 2017)

### Élections dans les années 2010
| Parti         | Parti                                   | Candidat                                | Voix   | %    | ±      |
| ------------- | --------------------------------------- | --------------------------------------- | ------ | ---- | ------ |
|               | Conservateur                            | Brendan Clarke-Smith                    | 28,078 | 55,2 | 11.9   |
|               | Travailliste                            | Keir Morrison                           | 14,065 | 27,7 | 24.9   |
|               | Brexit                                  | Debbie Soloman                          | 5,366  | 10,6 | Stable |
|               | Libéral Démocrate                       | Helen Tamblyn-Saville                   | 3,332  | 6,6  | 4.3    |
| Majorité      | Majorité                                | Majorité                                | 14,013 | 27,5 | Stable |
| Participation | Participation                           | Participation                           | 50,841 | 63,5 | 3.0    |
|               | Conservateur vainqueur sur Travailliste | Conservateur vainqueur sur Travailliste | Swing  | 18.4 |        |

| Parti         | Parti                | Candidat             | Voix   | %    | ±     |
| ------------- | -------------------- | -------------------- | ------ | ---- | ----- |
|               | Travailliste         | John Mann            | 27,467 | 52,6 | +3.9  |
|               | Conservateur         | Annette Simpson      | 22,615 | 43,3 | +12.6 |
|               | Libéral Démocrate    | Leon Duveen          | 1,154  | 2,2  | −0.5  |
|               | Indépendant          | Nigel Turner         | 1,014  | 1,9  | N/A   |
| Majorité      | Majorité             | Majorité             | 4,852  | 9,3  | −8.6  |
| Participation | Participation        | Participation        | 52,250 | 66,5 | +2.9  |
|               | Travailliste retenir | Travailliste retenir | Swing  | −4.3 |       |

| Parti         | Parti                | Candidat             | Voix   | %    | ±     |
| ------------- | -------------------- | -------------------- | ------ | ---- | ----- |
|               | Travailliste         | John Mann            | 23,965 | 48,6 | −1.8  |
|               | Conservateur         | Sarah Downes         | 15,122 | 30,7 | −3.2  |
|               | UKIP                 | Dave Scott           | 7,865  | 16,0 | +12.4 |
|               | Libéral Démocrate    | Leon Duveen          | 1,331  | 2,7  | −8.5  |
|               | Green                | Kristopher Wragg     | 1,006  | 2,0  | N/A   |
| Majorité      | Majorité             | Majorité             | 8,843  | 17,9 | +1.3  |
| Participation | Participation        | Participation        | 49,289 | 63,6 | −1.2  |
|               | Travailliste retenir | Travailliste retenir | Swing  | +0.7 |       |

| Parti         | Parti                | Candidat             | Voix   | %    | ±     |
| ------------- | -------------------- | -------------------- | ------ | ---- | ----- |
|               | Travailliste         | John Mann            | 25,018 | 50,5 | −2.5  |
|               | Conservateur         | Keith Girling        | 16,803 | 33,9 | −1.2  |
|               | Libéral Démocrate    | David Dobbie         | 5,570  | 11,2 | −2.4  |
|               | UKIP                 | Andrea Hamilton      | 1,779  | 3,6  | N/A   |
|               | Indépendant          | Graham Whitehurst    | 407    | 0,8  | N/A   |
| Majorité      | Majorité             | Majorité             | 8,215  | 16,6 | −10.3 |
| Participation | Participation        | Participation        | 49,577 | 64,8 | +6.7  |
|               | Travailliste retenir | Travailliste retenir | Swing  | −5.1 |       |

### Élections dans les années 2000
| Parti         | Parti                | Candidat             | Voix   | %    | ±    |
| ------------- | -------------------- | -------------------- | ------ | ---- | ---- |
|               | Travailliste         | John Mann            | 22,847 | 56,6 | +1.3 |
|               | Conservateur         | Jonathan Sheppard    | 12,010 | 29,8 | −0.4 |
|               | Libéral Démocrate    | David Dobbie         | 5,485  | 13,6 | +0.9 |
| Majorité      | Majorité             | Majorité             | 10,837 | 26,8 | +1.7 |
| Participation | Participation        | Participation        | 40,342 | 58,1 | +1.3 |
|               | Travailliste retenir | Travailliste retenir | Swing  | +0.9 |      |

| Parti         | Parti                   | Candidat             | Voix   | %    | ±     |
| ------------- | ----------------------- | -------------------- | ------ | ---- | ----- |
|               | Travailliste            | John Mann            | 21,506 | 55,3 | −5.7  |
|               | Conservateur            | Alison Holley        | 11,758 | 30,2 | +5.3  |
|               | Libéral Démocrate       | Neil Taylor          | 4,942  | 12,7 | +2.5  |
|               | Socialiste Travailliste | Kevin Meloy          | 689    | 1,8  | N/A   |
| Majorité      | Majorité                | Majorité             | 9,748  | 25,1 | −11.3 |
| Participation | Participation           | Participation        | 38,895 | 56,8 | −13.6 |
|               | Travailliste retenir    | Travailliste retenir | Swing  | −5.5 |       |

### Élections dans les années 1990
| Parti         | Parti                | Candidat             | Voix   | %    | ±     |
| ------------- | -------------------- | -------------------- | ------ | ---- | ----- |
|               | Travailliste         | Joe Ashton           | 29,298 | 61,1 | +7.7  |
|               | Conservateur         | Martyn Cleasby       | 11,838 | 24,7 | −10.3 |
|               | Libéral Démocrate    | Mike Kerringan       | 4,950  | 10,3 | −1.3  |
|               | Référendum           | Roy Graham           | 1,838  | 3,8  | N/A   |
| Majorité      | Majorité             | Majorité             | 17,460 | 36,4 | +18.0 |
| Participation | Participation        | Participation        | 47,924 | 70,4 | −8.1  |
|               | Travailliste retenir | Travailliste retenir | Swing  | +9.0 |       |

| Parti         | Parti                | Candidat             | Voix   | %    | ±    |
| ------------- | -------------------- | -------------------- | ------ | ---- | ---- |
|               | Travailliste         | Joe Ashton           | 29,061 | 53,4 | +5.3 |
|               | Conservateur         | Caroline Spelman     | 19,064 | 35,0 | −2.5 |
|               | Libéral Démocrate    | Mike J. Reynolds     | 6,340  | 11,6 | −2.8 |
| Majorité      | Majorité             | Majorité             | 9,997  | 18,4 | +7.7 |
| Participation | Participation        | Participation        | 54,465 | 79,4 | +1.9 |
|               | Travailliste retenir | Travailliste retenir | Swing  | +3.9 |      |

### Élections dans les années 1980
| Parti         | Parti                | Candidat             | Voix   | %     | ±     |
| ------------- | -------------------- | -------------------- | ------ | ----- | ----- |
|               | Travailliste         | Joe Ashton           | 25,385 | 48,10 | +2.50 |
|               | Conservateur         | David Selves         | 19,772 | 37,47 | −0.27 |
|               | Alliance             | William Smith        | 7,616  | 14,43 | −2.23 |
| Majorité      | Majorité             | Majorité             | 5,613  | 10,64 | +2.78 |
| Participation | Participation        | Participation        | 52,773 | 77,56 |       |
|               | Travailliste retenir | Travailliste retenir | Swing  | +1.39 |       |

| Parti         | Parti                | Candidat             | Voix   | %     | ± |
| ------------- | -------------------- | -------------------- | ------ | ----- | - |
|               | Travailliste         | Joe Ashton           | 22,231 | 45,60 | ' |
|               | Conservateur         | M Cleasby            | 18,400 | 37,74 |   |
|               | Alliance             | B Withnall           | 8,124  | 16,66 |   |
| Majorité      | Majorité             | Majorité             | 3,831  | 7,86  |   |
| Participation | Participation        | Participation        | 48,755 | 74,18 |   |
|               | Travailliste retenir | Travailliste retenir | Swing  |       |   |

### Élections dans les années 1970
| Parti         | Parti                | Candidat             | Voix   | %     | ± |
| ------------- | -------------------- | -------------------- | ------ | ----- | - |
|               | Travailliste         | Joe Ashton           | 29,426 | 50,23 | ' |
|               | Conservateur         | DK Harris            | 22,247 | 37,97 |   |
|               | Liberal              | A Wilkinson          | 6,913  | 11,80 |   |
| Majorité      | Majorité             | Majorité             | 7,179  | 12,25 |   |
| Participation | Participation        | Participation        | 58,586 | 79,42 |   |
|               | Travailliste retenir | Travailliste retenir | Swing  |       |   |

| Parti         | Parti                | Candidat             | Voix   | %     | ± |
| ------------- | -------------------- | -------------------- | ------ | ----- | - |
|               | Travailliste         | Joe Ashton           | 28,663 | 53,69 | ' |
|               | Conservateur         | DK Harris            | 16,494 | 30,90 |   |
|               | Liberal              | A Wilkinson          | 7,821  | 14,65 |   |
|               | The Christian Party  | A Storkey            | 408    | 0,76  |   |
| Majorité      | Majorité             | Majorité             | 12,169 | 22,79 |   |
| Participation | Participation        | Participation        | 53,386 | 74,43 |   |
|               | Travailliste retenir | Travailliste retenir | Swing  |       |   |

| Parti         | Parti                | Candidat             | Voix   | %     | ± |
| ------------- | -------------------- | -------------------- | ------ | ----- | - |
|               | Travailliste         | Joe Ashton           | 33,724 | 59,99 | ' |
|               | Conservateur         | RC Heading           | 22,490 | 40,01 |   |
| Majorité      | Majorité             | Majorité             | 11,234 | 19,98 |   |
| Participation | Participation        | Participation        | 56,214 | 79,05 |   |
|               | Travailliste retenir | Travailliste retenir | Swing  |       |   |

| Parti         | Parti                | Candidat                       | Voix   | %     | ± |
| ------------- | -------------------- | ------------------------------ | ------ | ----- | - |
|               | Travailliste         | Joe Ashton                     | 28,959 | 54,87 | ' |
|               | Conservateur         | Jim Lester                     | 20,698 | 39,21 |   |
|               | Liberal              | Malcolm Anthony Haydon-Baillie | 3,125  | 5,92  |   |
| Majorité      | Majorité             | Majorité                       | 8,261  | 15,65 |   |
| Participation | Participation        | Participation                  | 52,782 | 76,44 |   |
|               | Travailliste retenir | Travailliste retenir           | Swing  |       |   |

### Élections dans les années 1960
| Parti         | Parti                | Candidat             | Voix   | %     | ±      |
| ------------- | -------------------- | -------------------- | ------ | ----- | ------ |
|               | Travailliste         | Joe Ashton           | 21,394 | 49,64 | −11.99 |
|               | Conservateur         | Jim Lester           | 20,654 | 47,92 | +9.55  |
|               | Indépendant          | Thomas Lynch         | 1,053  | 2,44  | n/a    |
| Majorité      | Majorité             | Majorité             | 740    | 1,72  | −21.55 |
| Participation | Participation        | Participation        | 43,101 |       |        |
|               | Travailliste retenir | Travailliste retenir | Swing  |       |        |

| Parti         | Parti                | Candidat                   | Voix   | %     | ± |
| ------------- | -------------------- | -------------------------- | ------ | ----- | - |
|               | Travailliste         | Frederick Bellenger        | 27,623 | 61,63 | ' |
|               | Conservateur         | Robert William Martin Orme | 17,195 | 38,37 |   |
| Majorité      | Majorité             | Majorité                   | 10,428 | 23,27 |   |
| Participation | Participation        | Participation              |        | 73,29 |   |
|               | Travailliste retenir | Travailliste retenir       | Swing  |       |   |

| Parti         | Parti                | Candidat                   | Voix   | %     | ± |
| ------------- | -------------------- | -------------------------- | ------ | ----- | - |
|               | Travailliste         | Frederick Bellenger        | 27,612 | 59,03 | ' |
|               | Conservateur         | Robert William Martin Orme | 19,167 | 40,97 |   |
| Majorité      | Majorité             | Majorité                   | 8,445  | 18,05 |   |
| Participation | Participation        | Participation              |        | 77,00 |   |
|               | Travailliste retenir | Travailliste retenir       | Swing  |       |   |

### Élections dans les années 1950
| Parti         | Parti                | Candidat             | Voix   | %     | ± |
| ------------- | -------------------- | -------------------- | ------ | ----- | - |
|               | Travailliste         | Frederick Bellenger  | 27,875 | 58,03 | ' |
|               | Conservateur         | Maurice Cowling      | 20,162 | 41,97 |   |
| Majorité      | Majorité             | Majorité             | 7,713  | 16,06 |   |
| Participation | Participation        | Participation        |        | 80,19 |   |
|               | Travailliste retenir | Travailliste retenir | Swing  |       |   |

| Parti         | Parti                | Candidat               | Voix   | %     | ± |
| ------------- | -------------------- | ---------------------- | ------ | ----- | - |
|               | Travailliste         | Frederick Bellenger    | 26,873 | 58,11 | ' |
|               | Conservateur         | Kathleen Voilet Maiden | 19,375 | 41,89 |   |
| Majorité      | Majorité             | Majorité               | 7,498  | 16,21 |   |
| Participation | Participation        | Participation          |        | 79,46 |   |
|               | Travailliste retenir | Travailliste retenir   | Swing  |       |   |

| Parti         | Parti                | Candidat             | Voix   | %     | ± |
| ------------- | -------------------- | -------------------- | ------ | ----- | - |
|               | Travailliste         | Frederick Bellenger  | 32,850 | 60,71 | ' |
|               | Conservateur         | William Sime         | 21,257 | 39,29 |   |
| Majorité      | Majorité             | Majorité             | 11,593 | 21,43 |   |
| Participation | Participation        | Participation        |        | 84,36 |   |
|               | Travailliste retenir | Travailliste retenir | Swing  |       |   |

| Parti         | Parti                | Candidat                  | Voix   | %     | ± |
| ------------- | -------------------- | ------------------------- | ------ | ----- | - |
|               | Travailliste         | Frederick Bellenger       | 31,589 | 57,64 | ' |
|               | Conservateur         | John James Cawdell Irving | 17,622 | 32,16 |   |
|               | Liberal              | William GE Dyer           | 5,590  | 10,20 |   |
| Majorité      | Majorité             | Majorité                  | 13,967 | 25,49 |   |
| Participation | Participation        | Participation             |        | 87,15 |   |
|               | Travailliste retenir | Travailliste retenir      | Swing  |       |   |

### Élections dans les années 1940
| Parti         | Parti                | Candidat             | Voix   | %     | ± |
| ------------- | -------------------- | -------------------- | ------ | ----- | - |
|               | Travailliste         | Frederick Bellenger  | 30,382 | 62,79 | ' |
|               | Conservateur         | Robert Laycock       | 18,005 | 37,21 |   |
| Majorité      | Majorité             | Majorité             | 12,377 | 25,58 |   |
| Participation | Participation        | Participation        |        | 76,75 |   |
|               | Travailliste retenir | Travailliste retenir | Swing  |       |   |

### Élections dans les années 1930
| Parti         | Parti                                            | Candidat                                         | Voix   | %     | ± |
| ------------- | ------------------------------------------------ | ------------------------------------------------ | ------ | ----- | - |
|               | Travailliste                                     | Frederick Bellenger                              | 21,903 | 51,33 | ' |
|               | National Travailliste                            | Malcolm MacDonald                                | 20,764 | 48,67 |   |
| Majorité      | Majorité                                         | Majorité                                         | 1,139  | 2,67  |   |
| Participation | Participation                                    | Participation                                    |        | 79,87 |   |
|               | Travailliste vainqueur sur National Travailliste | Travailliste vainqueur sur National Travailliste | Swing  |       |   |

| Parti         | Parti                                            | Candidat                                         | Voix   | %     | ± |
| ------------- | ------------------------------------------------ | ------------------------------------------------ | ------ | ----- | - |
|               | National Travailliste                            | Malcolm MacDonald                                | 27,136 | 66,64 | ' |
|               | Travailliste                                     | Harold Mostyn Watkins                            | 13,582 | 33,36 |   |
| Majorité      | Majorité                                         | Majorité                                         | 13,554 | 33,29 |   |
| Participation | Participation                                    | Participation                                    |        | 79,55 |   |
|               | National Travailliste vainqueur sur Travailliste | National Travailliste vainqueur sur Travailliste | Swing  |       |   |

### Élections dans les années 1920
| Parti         | Parti                                | Candidat                             | Voix   | %     | ±     |
| ------------- | ------------------------------------ | ------------------------------------ | ------ | ----- | ----- |
|               | Travailliste                         | Malcolm MacDonald                    | 23,681 | 58,7  | +17.7 |
|               | Unioniste                            | Ellis Hume-Williams                  | 16,670 | 41,3  | −5.0  |
| Majorité      | Majorité                             | Majorité                             | 7,011  | 17,4  | N/A   |
| Participation | Participation                        | Participation                        | 40,351 | 82,0  | +0.8  |
|               | Travailliste vainqueur sur Unioniste | Travailliste vainqueur sur Unioniste | Swing  | +11.3 |       |

| Parti         | Parti             | Candidat            | Voix   | %    | ±     |
| ------------- | ----------------- | ------------------- | ------ | ---- | ----- |
|               | Unioniste         | Ellis Hume-Williams | 12,732 | 46,3 | +4.0  |
|               | Travailliste      | Malcolm MacDonald   | 11,283 | 41,0 | +12.7 |
|               | Liberal           | Arthur Neal         | 3,505  | 12,7 | −16.7 |
| Majorité      | Majorité          | Majorité            | 1,449  | 5,3  | −7.6  |
| Participation | Participation     | Participation       |        | 81,8 | +5.2  |
|               | Unioniste retenir | Unioniste retenir   | Swing  | −4.3 |       |

| Parti         | Parti             | Candidat            | Voix   | %    | ±     |
| ------------- | ----------------- | ------------------- | ------ | ---- | ----- |
|               | Unioniste         | Ellis Hume-Williams | 10,419 | 42,3 | −12.9 |
|               | Liberal           | Arthur Neal         | 7,247  | 29,4 | n/a   |
|               | Travailliste      | Malcolm MacDonald   | 6,973  | 28,3 | −16.5 |
| Majorité      | Majorité          | Majorité            | 3,172  | 12,9 | +2.5  |
| Participation | Participation     | Participation       |        | 76,6 | +2.2  |
|               | Unioniste retenir | Unioniste retenir   | Swing  | n/a  |       |

| Parti         | Parti             | Candidat            | Voix   | %    | ±   |
| ------------- | ----------------- | ------------------- | ------ | ---- | --- |
|               | Unioniste         | Ellis Hume-Williams | 12,944 | 55,2 | n/a |
|               | Travailliste      | Henry Joseph Odell  | 10,502 | 44,8 | n/a |
| Majorité      | Majorité          | Majorité            | 2,442  | 10,4 | n/a |
| Participation | Participation     | Participation       |        | 74,4 | n/a |
|               | Unioniste retenir | Unioniste retenir   | Swing  | n/a  |     |

### Élections dans les années 1910
| Parti                                                 | Parti          | Candidat            | Voix            | %               | ±               |
| ----------------------------------------------------- | -------------- | ------------------- | --------------- | --------------- | --------------- |
| C                                                     | Unioniste      | Ellis Hume-Williams | Sans opposition | Sans opposition | Sans opposition |
|                                                       | Unioniste hold |                     |                 |                 |                 |
| C candidat approuvé par le gouvernement de coalition. |                |                     |                 |                 |                 |

Élection générale 1914/1915 :
Une autre élection générale devait avoir lieu avant la fin de 1915. Les partis politiques préparaient une élection et en juillet 1914, les candidats suivants avaient été sélectionnés ; 
- Unioniste : Ellis Hume-Williams
- Libéral :

| Parti         | Parti                | Candidat             | Voix  | %    | ±    |
| ------------- | -------------------- | -------------------- | ----- | ---- | ---- |
|               | Conservateur         | Ellis Hume-Williams  | 5,436 | 51,0 | −0.6 |
|               | Liberal              | Stopford Brooke      | 5,221 | 49,0 | +0.6 |
| Majorité      | Majorité             | Majorité             | 215   | 2,0  | −1.2 |
| Participation | Participation        | Participation        |       | 88,7 | −2.1 |
|               | Conservateur retenir | Conservateur retenir | Swing | −0.6 |      |

| Parti         | Parti                              | Candidat                           | Voix  | %    | ±    |
| ------------- | ---------------------------------- | ---------------------------------- | ----- | ---- | ---- |
|               | Conservateur                       | Ellis Hume-Williams                | 5,631 | 51,6 | +4.2 |
|               | Liberal                            | Frank Newnes                       | 5,290 | 48,4 | −4.2 |
| Majorité      | Majorité                           | Majorité                           | 341   | 3,2  | 8.4  |
| Participation | Participation                      | Participation                      |       | 90,9 | +0.8 |
|               | Conservateur vainqueur sur Liberal | Conservateur vainqueur sur Liberal | Swing | +4.2 |      |

### Élections dans les années 1900
| Parti              | Parti                              | Candidat                           | Voix   | %    | ±   |
| ------------------ | ---------------------------------- | ---------------------------------- | ------ | ---- | --- |
|                    | Liberal                            | Frank Newnes                       | 5,365  | 52,6 | N/A |
|                    | Conservateur                       | Frederick Milner                   | 4,834  | 47,4 | N/A |
| Majorité           | Majorité                           | Majorité                           | 531    | 5,2  | N/A |
| Participation      | Participation                      | Participation                      | 10,199 | 90,1 | N/A |
| Registre électeurs | Registre électeurs                 | Registre électeurs                 | 11,320 |      |     |
|                    | Liberal vainqueur sur Conservateur | Liberal vainqueur sur Conservateur | Swing  | N/A  |     |

| Parti | Parti             | Candidat         | Voix            | %               | ±               |
| ----- | ----------------- | ---------------- | --------------- | --------------- | --------------- |
|       | Conservateur      | Frederick Milner | Sans opposition | Sans opposition | Sans opposition |
|       | Conservateur hold |                  |                 |                 |                 |

### Élections dans les années 1890
| Parti              | Parti                | Candidat             | Voix  | %    | ±     |
| ------------------ | -------------------- | -------------------- | ----- | ---- | ----- |
|                    | Conservateur         | Frederick Milner     | 4,874 | 57,4 | +5.0  |
|                    | Liberal              | Robert Eadon Leader  | 3,621 | 42,6 | −5.0  |
| Majorité           | Majorité             | Majorité             | 1,253 | 14,8 | +10.0 |
| Participation      | Participation        | Participation        | 8,495 | 85,0 | −3.4  |
| Registre électeurs | Registre électeurs   | Registre électeurs   | 9,990 |      |       |
|                    | Conservateur retenir | Conservateur retenir | Swing | +5.0 |       |

| Parti              | Parti                | Candidat             | Voix  | %    | ±   |
| ------------------ | -------------------- | -------------------- | ----- | ---- | --- |
|                    | Conservateur         | Frederick Milner     | 4,446 | 52,4 | N/A |
|                    | Liberal              | James Yoxall         | 4,044 | 47,6 | N/A |
| Majorité           | Majorité             | Majorité             | 402   | 4,8  | N/A |
| Participation      | Participation        | Participation        | 8,490 | 88,4 | N/A |
| Registre électeurs | Registre électeurs   | Registre électeurs   | 9,606 |      |     |
|                    | Conservateur retenir | Conservateur retenir | Swing | N/A  |     |

| Parti              | Parti                | Candidat             | Voix   | %    | ±   |
| ------------------ | -------------------- | -------------------- | ------ | ---- | --- |
|                    | Conservateur         | Frederick Milner     | 4,381  | 54,5 | N/A |
|                    | Liberal              | John William Mellor  | 3,653  | 45,5 | N/A |
| Majorité           | Majorité             | Majorité             | 728    | 9,0  | N/A |
| Participation      | Participation        | Participation        | 8,034  | 78,2 | N/A |
| Registre électeurs | Registre électeurs   | Registre électeurs   | 10,268 |      |     |
|                    | Conservateur retenir | Conservateur retenir | Swing  | N/A  |     |

### Élections dans les années 1880
| Parti | Parti             | Candidat                | Voix            | %               | ±               |
| ----- | ----------------- | ----------------------- | --------------- | --------------- | --------------- |
|       | Conservateur      | William Beckett-Denison | Sans opposition | Sans opposition | Sans opposition |
|       | Conservateur hold |                         |                 |                 |                 |

| Parti              | Parti                                  | Candidat                | Voix  | %    | ±   |
| ------------------ | -------------------------------------- | ----------------------- | ----- | ---- | --- |
|                    | Conservateur                           | William Beckett-Denison | 4,367 | 51,7 | N/A |
|                    | Liberal                                | Francis Foljambe        | 4,072 | 48,3 | N/A |
| Majorité           | Majorité                               | Majorité                | 295   | 3,4  | N/A |
| Participation      | Participation                          | Participation           | 8,439 | 89,0 | N/A |
| Registre électeurs | Registre électeurs                     | Registre électeurs      | 9,479 |      |     |
|                    | Conservateur vainqueur (nouveau siège) |                         |       |      |     |

## Sources
- Résultats élections Général 1945
- Résultats élections Général 1950
- Résultats élections Général 1951
- Résultats élections Général 1955
- Résultats élections Général 1959
- Résultats élections Général 1964
- Résultats élections Général 1966
- Résultats élections Général 1970
- Résultats élections Général février 1974
- Résultats élections Général octobre 1974
- Résultats élections Général 1979
- Résultats élections Général 1983
- Résultats élections Général 1987
- Résultats élections Général 1992
- Résultats élections Général 1997
- Résultats élections Général 2001
- Résultats élections Général 2005
- Résultats élections Général 2010 (BBC)